# Жебровська Філя Іванівна
Фі́ля Іва́нівна Жебро́вська (нар. 24 березня 1950, с. Немиринці, Житомирська область) — українська економістка, науковиця і підприємиця, голова наглядової ради ПАТ «Фармак», кандидат економічних наук. 

## Життєпис
Брат Павло Жебрівський — політик.
У 1970 році закінчила Київський індустріальний технікум за фахом бухгалтер; у 1982 р. — Київський інститут народного господарства (нині Київський економічний університет ім. Гетьмана) за фахом «Економіст». Після технікуму працювала касиром у «Київ-Московському промисловому підприємстві залізничного транспорту» (ППЗТ).[джерело?]
Кар'єру почала 1980 року головним бухгалтером Київського хіміко-фармацевтичного заводу ім. Ломоносова. 1990 року стала заступником директора з економіки та фінансів — головного бухгалтеру, а у 1991 — фінансового директора. У 1995 році стала головою правління — Генеральним директором компанії (ВАТ «Фармак»). Під її керівництвом підприємство переорієнтували з виробництва активних фармацевтичних інгредієнтів на виготовлення готових лікарських засобів, які відповідають міжнародним стандартам якості.[джерело?] У 1998 році здобула ступінь кандидата економічних наук. Є авторкою 120 наукових праць (серед них одна монографія), 100 патентів України.[джерело?]
У червні 2009 року на Жебровську скоєно замах. Невідомий двічі вистрілив їй у спину. Її водій спробував затримати кілера, але той утік, кинувши на місці шолом, телефон, пістолет Luger і свій скутер. Частину фігурантів злочину міліція затримала наступного дня. Один із них, житель Полтави, мав посвідчення співробітника МВС. Замовників і виконавця не знайшли, підозрюваних відпустили, а справу кілька разів закривали.
2014 року стало відомо, що затриманим з Полтави був Віктор Зубрицький, засновник «Телеканалу 112» і піарник колишнього голови МВС Віталія Захарченка. Жебровська назвала Зубрицького організатором злочину.
2011 року заснувала Благодійний фонд родини Жебрівських.
Очолює Наглядову раду «Фармак» (з 30 червня 2017 року), Комітет з питань призначень та винагород Наглядової ради, Комітет з питань аудиту Наглядової ради.[джерело?]

## Політика
У 2002 році балотувалася від партії «Єдність», яку очолював мер Києва Олександр Омельченко, однак не пройшла.
У 2006 році балотувалася від НУНС до Верховної Ради, була на непрохідному місці у третій сотні списку. Того ж року балотувалася до Київради від «Нашої України», але теж не пройшла.
У 2008 році стала депутаткою Подільської райради Києва. У 2010 році за Януковича райради столиці були скасовані.

## Статки
Входить до рейтингу ТОП-100 найбагатших українців. Журнал «Новое время» та інвесткомпанія Dragon Capital оцінили її статки у $205 млн. «Фокус» називає іншу цифру — $252 млн.[джерело?]
Російський Forbes порахував, що у Філі Жебровської — $480 млн. У рейтингу 15 найбагатших українців вона — на 14 місці.[джерело?]
У 2020 році у рейтингу 100 найбагатших українців вона — №14 із $598 млн (за даними Фокусу).

## Благодійність
Заснувала Благодійний фонд Родини Жебрівських, який що має напрями роботи: освітня, оздоровча та культурна діяльність. Фонд співпрацює з лікарнями, яким надає допомогу лікарськими засобами та необхідним устаткуванням. 

## Громадська діяльність
Входить до Поважної ради Громадської ініціативи «Орден святого Пантелеймона».
Член Ради з питань підтримки підприємництва — консультативно-дорадчого органу при Президентові України (з 27 червня 2025).

## Контроверсії
2007 року звинувачувала конкурентів у спробі рейдерської атаки. За її словами, компанії незаконним шляхом отримали реєстр акціонерів «Фармак» та контакти акціонерів і пропонували надсилали акціонерам і міноритаріям продати акції. Інвесткомпанії звинувачення відкинули.

## Відзнаки
- орден «За заслуги» III, II і I ступенів[12][13][14]
- Почесна грамота КМ України[15]
- медаль АМН України ім. М. Д. Стражеска «За заслуги в охороні здоров'я»[джерело?]
- Ювілейна медаль «25 років незалежності України»[16]
- Золотий знак Українського союзу промисловців і підприємців [джерело?]